# كوامي فوغن
كوامي فوغن (بالإنجليزية: Kwame Vaughn)‏ مواليد 31 مايو 1990 في أوكلاند، هو لاعب كرة سلة أمريكي. بدأ مسيرته الاحترافية في سنة 2013. يلعب مع سكايلاينرز فرانكفورت كلاعب هجوم خلفي. يحمل الرقم 4. يبلغ طوله 6 قدم 3 بوصة (1.9 م). لعب مع أسفيل باسكت في الدوري الفرنسي لكرة السلة الدرجة الأولى.

## روابط خارجية
- كوامي فوغن على موقع سبورتس رفرنس (الإنجليزية)
- كوامي فوغن على موقع كرة السلة الأوروبية.كوم (الإنجليزية)
- كوامي فوغن على موقع كلية كرة السلة في سبورتس رفرنس.كوم (الإنجليزية)
- كوامي فوغن على موقع ريلجم (الإنجليزية)
- كوامي فوغن على موقع بروبوليرز (الإنجليزية)
- كوامي فوغن على موقع سبورتس رفرنس (الإنجليزية)